# Lingarö
Lingarö är en bebyggelse i Hälsingtuna socken i Hudiksvalls kommun. Från 2015 till 2023 avgränsade SCB här en småort. Vid avgränsningen 2023 klassades området som en del av tätorten Hudiksvall.
Söer om orten finns ett naturreservat, även det med namnet Lingarö